# Hiroshi Ibusuki
Hiroshi Ibusuki (jap. 指宿 洋史 Ibusuki Hiroshi; ur. 27 lutego 1991 w Nagareyamie) – japoński piłkarz występujący na pozycji napastnika. Obecnie występuje w Albirex Niigata.

## Kariera klubowa
Od 2014 roku występował w klubie Albirex Niigata.